# Turistická značená trasa 7291
 Turistická značená trasa 7291  je žlutá trasa Klubu českých turistů určená pro pěší turistiku v Královéhradeckém kraji v okrese Trutnov
| Km  | bod            | navazující, křižující trasy | souřadnice                        | nadm. výška |
| 0   | Pod Dehtovem   | 0427, 4245                  | 50°25′44″ s. š., 15°44′55″ v. d.* | 415 m *     |
| 0,5 | Pod Pokladem   | 4245                        | 50°25′56″ s. š., 15°44′48″ v. d.* | 410 m *     |
|     | Mezihoří       |                             | 50°26′13″ s. š., 15°43′40″ v. d.* | 470 m *     |
| 5   | Perná, u kříže | 4245                        | 50°26′47″ s. š., 15°42′38″ v. d.* | 560 m *     |

* přibližný údaj